# 쿠테나이어
쿠테나이어 또는 쿠트니어(Kutenai /ˈkuːtniː/, Kootenai, Kootenay, Ktunaxa, Ksanka)는 미국 몬태나주와 아이다호주, 그리고 캐나다 브리티시컬럼비아주에 걸쳐 거주하는 쿠테나이족의 모어이다. 인접한 해안과 내륙 고원에 거주하는 부족들 대부분이 사용하는 세일리시어족 언어들과 계통적 연관성이 없으며, 일반적으로 고립어로 여겨진다.

## 같이 보기
- 쿠트니스